# Bois-Colombes
Bois-Colombes è un comune francese di 28 349 abitanti situato nel dipartimento dell'Hauts-de-Seine nella regione dell'Île-de-France.

## Società

### Evoluzione demografica
Abitanti censiti

## Amministrazione

### Gemellaggi
- Nuova Ulma, dal 1966